# Ibacus
Az Ibacus a felsőbbrendű rákok (Malacostraca) osztályának tízlábú rákok (Decapoda) rendjébe, az Achelata alrendágába, azon belül a Scyllaridae családjába tartozó nem. Hivatalos magyar nevük nincs, de sokan használják az angol „fan lobster”-ből fordított "legyezőrák"-ot.

## Fajai
- Ibacus alticrenatus Bate, 1888
- Ibacus brevipes Bate, 1888
- Ibacus brucei Holthuis, 1977
- Ibacus chacei Brown & Holthuis, 1998
- Ibacus ciliatus (von Siebold, 1824)
- Ibacus novemdentatus Gibbes, 1850
- Ibacus peronii Leach, 1815
- Ibacus pubescens Holthuis, 1960

## Jellemzőik
A Scyllaridae családba tartoznak, ezért hordozzák a rájuk igaz jellemzőket: Lapos test, nyúlt, lapos első csápok, ollók hiánya. Náluk viszont jellemző a vörös szín és egy nagy bemélyedés a páncéljukban a szemükkel ellentétes irányába a csápjaik alatt. Ez valamennyire ad nekik egy elkülöníthető fejrészt. Testhosszuk 18 centiméter.

## Előfordulásuk
Megtalálhatóak főleg Ausztrália, Új-Zéland, Indonézia, Malajzia, Vietnám, India, Kína, Japán, Oroszország, Madagaszkár és Srí Lanka partjainál, valamint az Atlanti-szigetvilágon. Kisebb mennyiségekben előfordulnak Floridában és a Mexikói-öbölben.
20-590 méter mélységben helyezkednek el, kedvelik a puha, homokos vagy agyagos aljzatot.